# Tinantia parviflora
Tinantia parviflora är en himmelsblomsväxtart som beskrevs av Otto Rohweder. Tinantia parviflora ingår i släktet änketårssläktet, och familjen himmelsblomsväxter. Inga underarter finns listade.